# Avenida de Denia
La avenida de Denia (anteriormente conocida como carretera de Valencia) es una larga avenida de Alicante (España), considerada la entrada norte de la ciudad. Forma parte de la N-332 y permite los accesos desde y hacia, entre otros, el vecino municipio de San Juan de Alicante. Se localiza por completo en el barrio de Vistahermosa y sirve de límite para los barrios del Pla del Bon Repós y Juan XXIII.

## Descripción
Se trata de una carretera de unos 2,25 km de longitud, con entre dos y cuatro carriles por sentido, separados por una mediana y con varios túneles y pasos a nivel en diversos puntos. Destaca el paso a nivel que da origen a la vía, que se conoce popularmente como scalextric del Postiguet. La carretera enlaza con otras vías importantes, como la Gran Vía y la Vía Parque. Varias construcciones relevantes de Alicante dan a esta calle, como el edificio Excelsior II, La Pirámide (oficialmente Edificio Montreal), el centro comercial Plaza Mar 2, el colegio Calasancio, el Hospital Internacional Medimar, el colegio de los jesuitas, la clínica Vistahermosa o la urbanización Complejo Vistahermosa. Asimismo, varias esculturas urbanas se sitúan a lo largo de esta avenida, como la estructura tensegrítica Seccions des Aurees, la fuente en la intersección con la Gran Vía o la escultura Abubilla.

## Historia
La avenida de Denia fue remodelada entre los años 2007 y 2010 entre el enlace de la A-70 y la calle Padre Esplá. El proyecto, conocido como nueva avenida de Denia, supuso una inversión de casi 60 millones de euros con los que se construyeron tres pasos subterráneos, se añadieron aceras a ambos lados y se realizó el ajardinamiento. A fecha de hoy, queda pendiente de terminar el tramo entre la Calle Padre Esplá y la rotonda de la Goteta. Este tramo pendiente contempla la construcción de aceras a ambos lados de la calzada y la construcción de un nuevo paso de peatones frente el Colegio de Médicos.